# Episodi di Anna e i cinque (prima stagione)
La prima stagione di Anna e i cinque è andata in onda su Canale 5 dal 30 settembre al 29 ottobre 2008.
| nº | Episodio        | Prima TV Italia   | Telespettatori | Share  |
| -- | --------------- | ----------------- | -------------- | ------ |
| 1  | Prima puntata   | 30 settembre 2008 | 4.500.000      | 17,52% |
| 2  | Seconda puntata | 7 ottobre 2008    | 4.255.000      | 18,50% |
| 3  | Terza puntata   | 8 ottobre 2008    | 5.040.000      | 22,21% |
| 4  | Quarta puntata  | 15 ottobre 2008   | 5.539.000      | 22,85% |
| 5  | Quinta puntata  | 22 ottobre 2008   | 5.295.000      | 22,04% |
| 6  | Sesta puntata   | 29 ottobre 2008   | 6.072.000      | 24,94% |